# Mas Blanc (Argentona)
El Mas Blanc és una masia d'Argentona (Maresme) protegida com a Bé Cultural d'Interès Local.

## Descripció
Es tracta d'una singular masia composta per dos edificis simètrics, amb dos cossos cadacun perpendiculars a la façana, de planta baixa i pis, amb teulada a doble vessant i carener perpendicular a la façana.
Fou reformada per l'arquitecte Joaquim Viladevall Marfà el 1941.
L'edifici de llevant té una gran galeria porticada amb portal d'arc de mig punt de pedra granítica de dotze dovelles i dues finestres de pedra. La cantonera és de carreus de pedra.
L'edifici de ponent té un portal de pedra quadrat i tres finestres de pedra. Al seu costat hi ha una capella amb un gran campanar.
Les finestres de la planta baixa tenen reixes treballades de forja.